# 도부시조마에역
도부시조마에역(일본어: 東部市場前駅, とうぶしじょうまええき 토우부시죠우마에에키[*])은 일본 오사카부 오사카시 히가시스미요시구에 위치한 서일본 여객철도의 역이다. 원래 이 자리에는 1909년부터 1945년까지 구다라 역 (여객, 현재 구다라 역과는 다른 위치)이 있었으나 폐지된 이후 당시 구다라 역 주변 주민들의 요청에 따라 1989년에 다시 현재의 장소에 신설된 역이다. 도부시조마에라는 이름은 인근의 오사카시의 도매시장 중 하나인 중앙 도매시장 동부 시장에서 유래한 것이다.

## 역 구조
상대식 승강장으로 2면 2선의 고가역이다. 원래는 승강장이 없는 고가선에 승강장이 설치되었기 때문에 승강장의 대들보는 독특한 형상을 취하고 있다. 또 역 구조 상 에스컬레이터와 엘리베이터는 설치되어 있지 않다. 또 반경은 완만하지만 곡선 상에 지어져 있기 때문에 도착 시에 열차와 승강장 사이가 다소 벌어져 있으므로 발 밑을 주의해 달라는 안내 방송이 수시로 이루어지도록 되어 있다.
이코카 및 제휴 교통카드의 사용이 가능하다.

### 승강장
| 1 | ■ 야마토지 선 | 오지 · 나라 · 다카다 방면      |
| 2 | ■ 야마토지 선 | 덴노지 · JR 난바 · 오사카 방면 |

## 역사
- 1989년 11월 11일: 구 구다라 역 부근 주민들의 강력한 요청으로 간사이 본선 히라노 ~ 덴노지 간에 신설 개업하였다.
- 2003년 11월 1일: 이코카의 사용이 개시되었다.

## 인접정차역
| 서일본 여객철도 간사이 본선 | 서일본 여객철도 간사이 본선 | 서일본 여객철도 간사이 본선 |
| --------------------------- | --------------------------- | --------------------------- |
| 히라노 가모 방면            | ■ 야마토지 선 보통          | 덴노지 오사카 방면          |